# Brusio di Taos

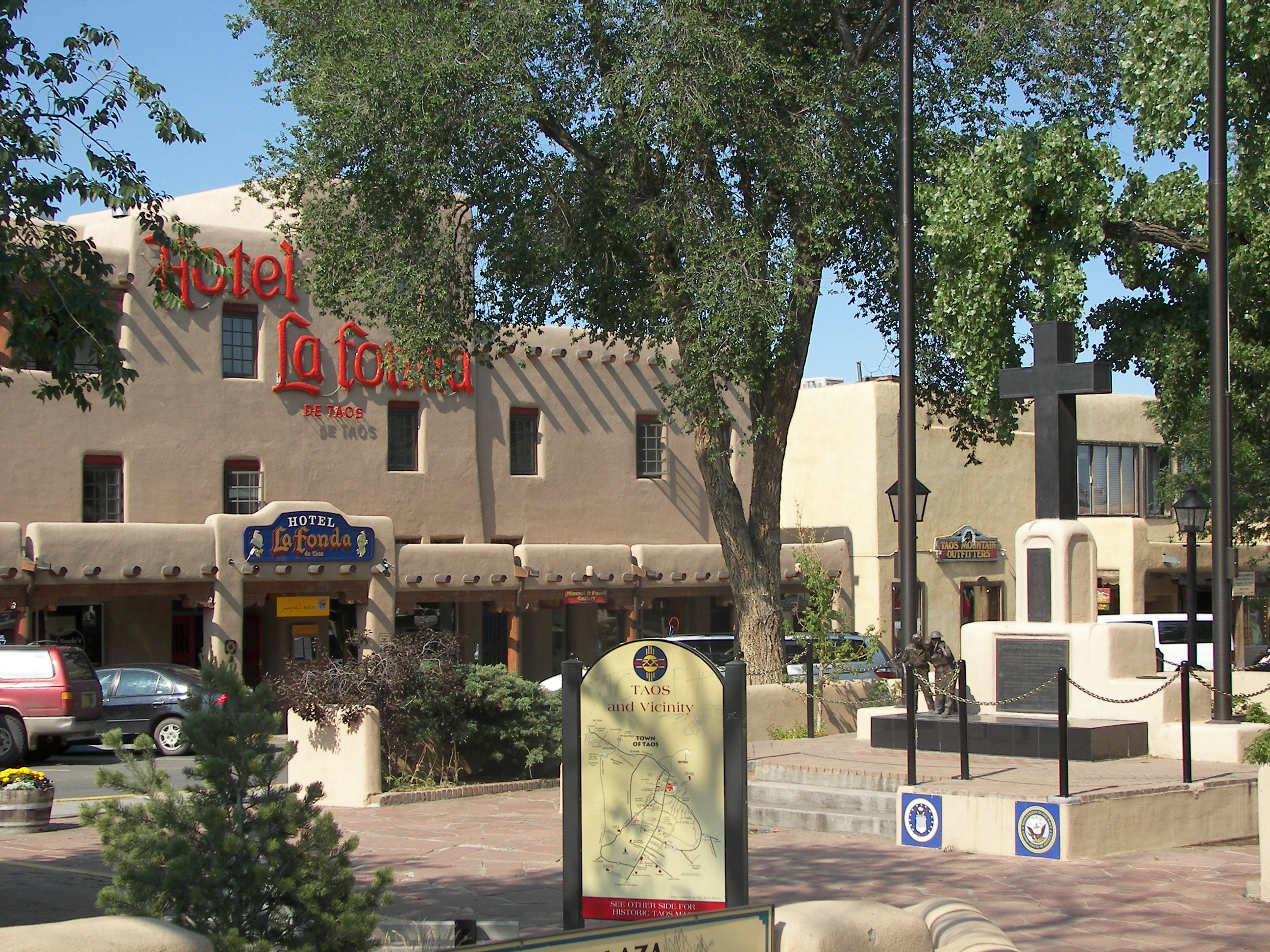
La piazza principale del paese di Taos, dove si può udire il brusio.

Il brusio di Taos o ronzio di Taos (in inglese Taos Hum o Hum) è un fenomeno sonoro misterioso percepito nella città di Taos, nel Nuovo Messico, Stati Uniti, e in altre località del mondo. Si tratta di un ronzio a bassa frequenza, descritto da chi lo sente come simile a un motore diesel acceso al minimo. Il brusio è udibile solo da una parte della popolazione ed è stato oggetto di studi scientifici e speculazioni per decenni.

## Caratteristiche
Il Taos Hum è percepito come un rumore persistente, con frequenze molto basse comprese tra i 32 e gli 80 hertz. Nonostante sia chiaramente udibile da alcuni individui, risulta difficilmente registrabile con strumenti tecnici come i microfoni. Si stima che circa il 2% della popolazione di Taos, equivalente a circa 160 persone su 8000, percepisca il suono, noto anche come hearers. La sua natura intermittente e la variabilità dell'intensità lo rendono ancora più enigmatico.
Gli effetti riportati includono insonnia, mal di testa, ansia, irritabilità e difficoltà di concentrazione. Alcuni individui lo percepiscono più intensamente all'interno delle abitazioni rispetto agli spazi aperti.

## Indagini e ipotesi
Nel 1993, una delegazione del Congresso degli Stati Uniti chiese all'Università del Nuovo Messico di indagare sul fenomeno. Gli studi, guidati dal professor Joe Mullins, inclusero analisi acustiche, geodinamiche, magnetiche ed elettromagnetiche. Tuttavia, non furono individuate cause geofisiche o altre fonti naturali per il brusio.
Tra le spiegazioni proposte:
- Infrasuoni ambientali: Il brusio potrebbe essere causato da onde sonore con frequenze inferiori a 20 Hz, amplificate dalla conformazione geografica di Taos[3].
- Ipersensibilità uditiva: Secondo alcuni esperti, come David Baguley, il fenomeno potrebbe essere legato all'amplificazione inconscia di suoni di fondo innocui, che il cervello interpreta come minacce[2].
- Acufene: In alcuni casi, il fenomeno potrebbe essere riconducibile a un disturbo uditivo che induce la percezione di ronzii interni[2].
- Origini antropiche: Ronzii simili in altre aree, come Windsor (Canada) e Kokomo (Indiana), sono stati attribuiti a macchinari industriali o impianti di raffreddamento, ma non è stato possibile dimostrare che il brusio di Taos abbia la stessa origine[4].

Tra le teorie meno accreditate, si ipotizzano fenomeni legati a poltergeist, dischi volanti o manipolazioni da parte di governi.

## Altri ronzii simili nel mondo
Il Taos Hum non è un caso isolato. Fenomeni simili sono stati segnalati in altre località:
- Bristol Hum (Regno Unito, 1979): Percepito da alcuni abitanti, ma mai spiegato definitivamente[3].
- Windsor Hum (Canada, 2011): Associato potenzialmente agli altiforni dell'Isola di Zug, ma non ancora confermato[4].
- Kokomo Hum (Indiana, Stati Uniti): Identificato come proveniente da impianti industriali locali, le cui ventole di raffreddamento sono state disattivate[2].

Questi esempi suggeriscono che non esista una causa unica per il fenomeno, ma una combinazione di fattori naturali, industriali e psicologici.

## Cultura e percezione pubblica
Il brusio di Taos è stato ampiamente dibattuto, attirando l'attenzione di scienziati, giornalisti e del pubblico.
Nel dicembre 2012, il Dr. Glen MacPherson ha creato il World Hum Map and Database Su questo sito è possibile raccontare la propria esperienza legata al fenomeno attraverso un semplice questionario e segnalare i luoghi nel quale si percepisce l'Hum in una mappa di Google, per contribuire a creare una panoramica globale del fenomeno.
L'argomento è stato anche oggetto di speculazioni complottiste e rappresenta un esempio di come un fenomeno naturale possa sfidare la comprensione scientifica, alimentando al contempo il fascino per il mistero.